# S. P. B. Charan
Charan Sripathi Panditharadhyula Balasubrahmanyam, conocido artísticamente como S. P. B. Charan (7 de enero de 1972, Chennai), es un actor de cine, productor, compositor y cantante de playback o reproducción indio de Andhra Pradesh, que trabajó principalmente dentro de la industria del cine tamil.
Es hijo del popular cantante SP Balasubrahmanyam. Charan primero trabajó como cantante de playback o reproducción, interpretando temas musicales en tamil y en telugu, para las producciones cinematográficas. Ha trabajado también como actor para 2000 películas de Hudugigagi en Canarés, siendo uno de los actores reconocidos en su país por su interpretación en la película de 2008, Saroja. Estableció una compañía de producción cinematográfica llamada "Obra capital del cine" y produjo varias películas en tamil, incluyendo su éxito de cine culto de Chennai 600.028 en 2007.

## Carrera
Charan estableció una compañía de producción cinematográfica en 2002. Su primera producción fue la película "Unnai Charanadainthen", en el que Charan desempeñó su personaje principal a sí mismo, junto a su amigo Venkat Prabhu. La película, en particular incluyó una partitura musical por el padre de Charan, Balasubrahmanyam, en lo que recibió cuatro premios del cine conocido como "Tamil Nadu Estatal". Más adelante produjo la película "Jayam Ravi", protagonizada por Mazhai (2005), un remake de la película del Telugu "Varsham", que fue un éxito moderado. Su siguiente producción fue su debut como director de la película "Venkat Prabhu Chennai 600 028" (2007), considerada una película de tendencias que contó con unos 11 recién llegados a la cabeza y que se convirtió en uno de los mayores éxitos de taquilla en 2007, así como uno de sus filmes más comerciales.

## Como cantante
Como el hijo de la cantante SP Balasubrahmanyam, Charan se ha dedicado también a la música como cantante dec playback o reproducción, junto a compositores de cine. Su primera canción fue "Deepangal Eetrum" de Devathai (1997) bajo la dirección de Ilaiyaraaja. Aparte de Ilaiyaraaja, ha interpretado un tema musical con frecuencia junto a los compositores Yuvan Shankar Raja, AR Rahman y Devi Sri Prasad. Sus canciones más populares son "Nagila Nagila" from Alaipayuthey, "Mellaga" from Varsham, "Nenu Nenuga Lene" from Manmadhudu, "I Love you Shailaja" from Mazhai, "Please Sir" from Boys,"Maaja Maaja" from Jillunu oru Kadhal, "Oru Nanban Irundhal" from Enakku 20 Unakku 18, "O Shanti" from Varanam Ayiram, "Nee Naan" de Mankatha.

## Filmografía

### Como actor
| No | Año  | Película              | Personaje      | Idioma  | Notas            |
| -- | ---- | --------------------- | -------------- | ------- | ---------------- |
| 1  | 2000 | Hudugigagi            |                | Kannada |                  |
| 2  | 2003 | Unnai Charanadainthen | Nandha         | Tamil   |                  |
| 3  | 2004 | Naalo                 |                | Telugu  |                  |
| 4  | 2007 | Nyabagam Varuthe      |                | Tamil   |                  |
| 5  | 2008 | Saroja                | Jagapathi Babu | Tamil   |                  |
| 6  | 2010 | Drohi                 | Venkat         | Tamil   | Guest appearance |
| 7  | 2010 | Va                    | Marthandan     | Tamil   |                  |

### Como productor
| No | Año  | Película                      | Casting                                                 | Director               | Notas                                |
| 1  | 2003 | Unnai Charanadainthen         | S. P. B. Charan, Venkat Prabhu                          | Samuthirakani          |                                      |
| 2  | 2005 | Mazhai                        | Jayam Ravi, Shriya Saran                                | S. Rajkumar            |                                      |
| 3  | 2007 | Chennai 600028                | Jai, Nithin Sathya, Shiva, Premji Amaren, Vijayalakshmi | Venkat Prabhu          | Nominated, Vijay Award for Best Film |
| 4  | 2009 | Kunguma Poovum Konjum Puravum | Ramakrishnan, Tharshana                                 | Rajamohan              |                                      |
| 5  | 2010 | Naanayam                      | Prasanna, Sibiraj                                       | Shakthi                |                                      |
| 6  | 2011 | Aaranya Kaandam               | Jackie Shroff, Ravi Krishna, Sampath Raj                | Thiagarajan Kumararaja |                                      |

### Como cantante
Lista de canciones de S. P. B. Charan.
| No | Canción            | Director musical    | Películas                     | Co-cantantes                        | Notas  |
| 1  | Aaja Meri soniye   | Yuvan Shankar Raja  | Saroja                        | Premji Amaren, Vijay Yesudas        |        |
| 2  | Adidaa Nayaandiyaa | Yuvan Shankar Raja  | Goa                           | Yugendran                           |        |
| 3  | Ayyayyo Nenju      | G. V. Prakash Kumar | Aadukalam                     | S. P. Balasubramaniam, Prashanthini |        |
| 4  | Chik Chik Chinna   | Deva                | Azhagana Natkal               | Sujatha                             |        |
| 5  | Deepangal Pesum    | Ilayaraja           | Devathai                      | Sandhya                             |        |
| 6  | Devaloga rani      | Devi Sri Prasad     | Mayavi                        | Kalpana                             |        |
| 7  | Happy New year     | Srikanth Deva       | Adhi Narayana                 | Preethi                             |        |
| 8  | Hey Vaada          | Bharani             | Tharagu                       | Sadhana Sargam                      |        |
| 9  | Inithu Inithu      | Devi Sri Prasad     | Inithu inithu kadhal inithu   | sumangali                           |        |
| 10 | Jumbo              | Yuvan Shankar Raja  | Rishi                         | sujatha                             |        |
| 11 | Kadaloram          | Yuvan Shankar Raja  | Kungama Poovum Konjum Puravum |                                     |        |
| 12 | Kadhal Sadugudu    | A. R. Rahman        | Alaipayuthey                  |                                     |        |
| 13 | Maja Maja          | A. R. Rahman        | Sillunu Oru Kadhal            | Shreya Ghoshal                      |        |
| 14 | Mannile            | Devi Sri Prasad     | Mazhai                        | sumangali                           |        |
| 15 | Nee Naan           | Yuvan Shankar Raja  | Mankatha                      | bhavatharini                        |        |
| 16 | Oh Shanthi         | Harris Jayaraj      | Vaaranam Aayiram              | clinton                             |        |
| 17 | Oru Nanban         | A. R. Rahman        | Enakku 20 Unakku 18           | Chinmayi                            |        |
| 18 | Please Sir         | A. R. Rahman        | Boys                          | chinmayi, clinton, kunal            |        |
| 19 | Yaro Yarukkul      | Yuvan Shankar Raja  | Chennai 600028                | Venkat Prabhu, s p b                |        |
| 20 | Vellaikodi         | Yuvan Shankar Raja  | Kadhal 2 Kalyanam             | chorus                              |        |
| 21 | Mellaga            | Devi Sri Prasad     | Varsham                       |                                     | Telugu |
| 22 | Nenu Nenuga Lene   | Devi Sri Prasad     | Manmadhudu                    |                                     | Telugu |
| 23 | Egire Mabbulalona  | Yuvan Shankar Raja  | Happy (2006 film)             |                                     | Telugu |